# Europäisches Nachbarschafts- und Partnerschaftsinstrument
Das Europäische Nachbarschafts- und Partnerschaftsinstrument (ENPI) war ein Finanzierungsinstrument der Europäischen Union. Es war die wichtigste Quelle für die Finanzierung der 17 Partnerländer (inklusive Russland) der Europäischen Nachbarschaftspolitik.
Das ENPI ersetzte die Kooperationsprogramme TACIS (für die osteuropäischen Partnerländer) und MEDA (für die Partnerländer im Mittelmeerraum). Für den Zeitraum 2007–2013 betrug die gesamte Mittelzuweisung für das ENPI knapp 12 Mrd. €. Nachfolger war das Europäische Nachbarschaftsinstrument.